# Симакович, Валентин Борисович
Валенти́н Бори́сович Симако́вич (укр. Володимир Борисович Сімакович; род. 7 июня 1962, Харьков) — советский и украинский футболист, игравший на позиции вратаря.

## Биография
Воспитанник харьковского футбола, первый тренер — Виктор Аристов. Начал выступления на профессиональном уровне в 1982 году, в харьковском «Маяке», игравшем во второй лиге чемпионата СССР. Провёл в команде 5 сезонов, после чего был призван в армию. Во время службы выступал за киевский СКА. После демобилизации стал игроком харьковского «Металлиста», выступавшего в высшей лиге, однако большую часть времени отыграл в дублирующем составе. Единственную игру в высшем дивизионе чемпионата СССР провёл 27 октября 1989 года, выйдя в стартовом составе в выездном матче против душанбинского «Памира». Дебютный матч отстоял «на ноль». Также провёл один матч в составе «Металлиста» в Кубке федерации футбола СССР, однако, не имея возможности закрепиться в основном составе команды, сезон 1990 года доигрывал уже в харьковском «Маяке». На следующий год перешёл в ахтырский «Нефтяник», в составе которого стал победителем украинской зоны второй низшей лиги.
В 1992 году стал игроком «Явора» из Краснополья, где практически сразу стал основным вратарём. Выступал за «Явор» на протяжении шести сезонов, в 1995 году в составе команды стал победителем второй лиги чемпионата Украины. Своей игрой привлёк внимание команды высшей лиги — кировоградской «Звезды», куда перешёл в 1998 году. За главную команду клуба провёл всего одну игру, большую часть времени проводя в дубле и «Звезде-2», во второй лиге. По окончании сезона покинул команду и прекратил выступления на профессиональном уровне. После окончания карьеры выступал за любительские команды.
Закончил Днепропетровский институт физкультуры. В 2004 году был назначен тренером вратарей в «Металлисте», где работал сначала со второй, а позже — с главной и молодёжной командами. Проработал в харьковском клубе до его расформирования в 2016 году. После этого стал тренером вратарей в женском футбольном клубе «Жилстрой-1»

## Достижения
- Победитель второй низшей лиги СССР: 1991 (зона 1)
- Победитель второй лиги Украины: 1994/95

## Семья
Женат. Отец двоих детей. Брат, Владимир, также некоторое время выступал за харьковский «Маяк» в чемпионате СССР.